# 高空擲物
高空擲物、高空抛物、高空墜物是一種在城市中较常見，将雜物從大廈的窗戶或天台扔出的行為。高空擲物為一種自私損人的行為，輕則污染環境衛生，重则甚至造成严重傷人乃至致命的後果（因重力加速度和物体外形、特性），因此不少地區將高空擲物列為犯罪行為。

## 各地法规

### 中国大陆
2019年11月，最高人民法院印发《关于依法妥善审理高空抛物、坠物案件的意见》规定，其中对于故意高空抛物的，根据具体情形（以）以危险方法危害公共安全罪、故意伤害罪或故意杀人罪论处，特定情形要从重处罚。
2020年5月28日通過的《中華人民共和國民法典》第一千二百五十四条提出“禁止从建筑物中抛掷物品”。6月28日，提请全国人大常委会会议审议的《刑法修正案（十一）草案》內提及高空拋物者將承擔刑事责任。

### 香港
高空擲物在鬧市中特別常見，在香港，旺角就是一個著名的高空擲物黑點，其中以有「旺角中的旺角」、西洋菜南街和通菜街一帶最為嚴重，其中西洋菜南街的遠景大廈，更先後在2004年及2008年發生「飛磚」和「鏹水彈」轟動一時的事件。
高空墮物與高空擲物不同，不過根據《簡易程序治罪條例》(香港法律第228章)第4B條，任何人自建築物掉下物體，或容許任何物體自建築物墜下，以致對在公眾地方之內或附近的人造成危險或損傷者，可處罰款$10000及監禁6個月。

## 相關事件
- 旺角高空投擲腐蝕性液體傷人案
- 銅鑼灣高空投擲腐蝕性液體傷人案
- 廟街高空投擲腐蝕性液體傷人案

## 外部連結
- （中文）特別任務隊成功偵測得12宗公屋高空擲物個案 (2005年7月3日 星期日) （页面存档备份，存于）